# 모라바족

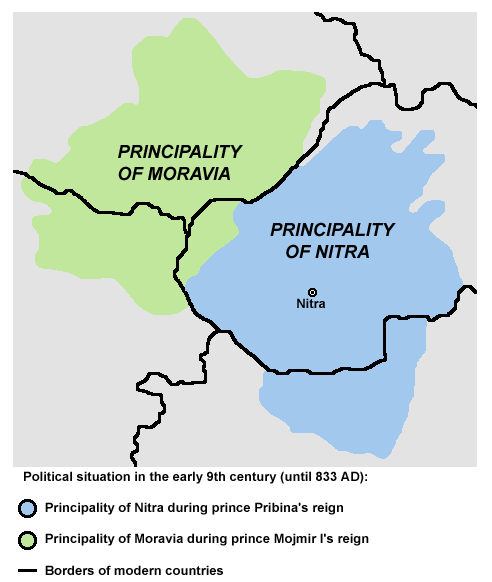
833년 모라바족의 강역(녹색).

모라바족(교회 슬라브어: Moravljane, 슬로바키아어: Moravania, 체코어: Moravané)는 중세 초기의 서슬라브 부족이다. 모라바족이 언제 창설되었는지는 정확히 알려지지 않았지만 체코의 역사가 두샨 트르제스틱은 이 부족이 다른 슬라브 부족과 비슷한 시기인 6세기에서 7세기 사이에 형성되었다고 주장했다. 9세기에 모라바족은 주로 모라바의 역사적인 지역과 서부 슬로바키아를 중심으로 정착했지만 오스트리아 남부(다뉴브강까지)와 헝가리 북부에도 일부 정착했다.
모라바족에 대한 최초의 언급은 서기 822년, 『아날레스 레그니 프랑코룸』에 기록되어 있다. 이 부족은 바이에른 지리학자에 의해 보헤미아족과 불가르족 사이에 위치했다. 9세기에 모라바족은 이웃 니트라를 장악하고 10세기까지 모미르 왕조가 통치한 대모라바 왕국을 세웠다. 모라바 왕국이 해체된 후 모라바족은 보헤미아 공국과 헝가리 공국으로 나뉘었다. 서모라바족은 체코인으로 동화되었으며, 슬로바키아 민족은 헝가리 왕국 내 모라바족의 동부에서 형성되었다.

## 참고 문헌
- Graus, František (1980). 《Die Nationenbildung der Westslawen im Mittelalter》 (독일어). Jan Thorbecke Verlag, Sigmaringen. ISBN 3-7995-6103-X.
- Třeštík, Dušan (2008). 《Počátky Přemyslovců. Vstup Čechů do dějin (530–935) [The Beginnings of the Přemyslids. The Enter of the Czechs into History (530–935)]》 (체코어). Nakladatelství Lidové noviny, o.O. ISBN 978-80-7106-138-0.
- Havlík, Lubomír E. (2013). 《Kronika o Velké Moravě》 (체코어). Jota, o.O. ISBN 978-80-8561-706-1.